# Maison Hurgon
La maison Hurgon, anciennement maison Rodier, est une maison située en France sur la commune de Murat, en région Auvergne-Rhône-Alpes.

## Localisation
La maison Hurgon se situe 28-30 rue du Bon-Secours et 13 rue Saint-Jean-de-l'Hôpital à Murat.

## Historique
Ancienne maison du XVIe siècle, de style Renaissance, qui est considérée comme ayant été la maison consulaire de Murat.

### Protection
La maison est inscrite au titre des monuments historiques par arrêté du 17 septembre 2007.

## Description
L'édifice possède une baie en anse de panier au rez-de-chaussée et des fenêtres Renaissance avec encadrement aux premier et deuxième étages.